# احمد بن محمد تغلبی
احمد بن محمد تَغلَبی شهرت‌یافته به ابنِ خَیّاط ( ۱۰۵۸م -  ۱۱۲۳م) شاعر مدح‌سُرای دمشقی بود. پدرش خیّاط بود، از این به ابن خیاط مشهور شد. پس از آنکه سلجوقیان بر دمشق چیره شدند، به حماة رفت. کاتب امیر حلب شد، از این رو به ابن خیّاطِ کاتب آوازه گرفت. سپس به حلب رفت و با ابن حیوس ملاقات داشت. ابن خیاط در ۱۱ رمضان ۵۱۷ق در دمشق درگذشت. 